# Thierry Peponnet
Thierry Peponnet (Le Havre, 7 de setembro de 1959) é um velejador francês. 

## Carreira
Thierry Peponnet representou seu país nos Jogos Olímpicos de 1984 e 1988, na qual conquistou a medalha de ouro classe 470 em 1988 e bronze em 1984.